# Несвічівська сільська рада
| Несвічівська сільська рада — орган місцевого самоврядування у Луцькому районі Волинської області з адміністративним центром у с. Несвіч. Сільській раді підпорядковані населені пункти: - с. Несвіч |

## Склад ради
Рада складається з 12 депутатів та голови.

## Керівний склад сільської ради
| ПІБ                                 | Основні відомості                                                             | Дата обрання | Дата звільнення |
| ----------------------------------- | ----------------------------------------------------------------------------- | ------------ | --------------- |
| Щерба Володимир Романович           | Сільський голова, 1959 року народження, освіта, безпартійний                  | 26.03.2006   | 31.10.2010      |
| Грабаровський Валерій Ростиславович | Сільський голова, 1974 року народження, освіта незакінчена вища, безпартійний | 31.10.2010   | 25.10.2015      |
| Акімова Світлана Леонідівна         | Сільський голова, 1971 року народження, освіта вища, безпартійна              | 25.10.2015   |                 |

Примітка: таблиця складена за даними джерела

## Населення
Згідно з переписом УРСР 1989 року чисельність наявного населення сільської ради становила 725 осіб, з яких 332 чоловіки та 393 жінки.
За переписом населення України 2001 року в сільській раді мешкали 804 особи.

### Мова
Розподіл населення за рідною мовою за даними перепису 2001 року:
| Мова       | Відсоток |
| ---------- | -------- |
| українська | 99,38 %  |
| російська  | 0,50 %   |
| молдовська | 0,12 %   |